# Norrköpings stadsmuseum
Norrköpings stadsmuseum är ett svenskt stadshistoriskt museum.
Museet berättar om Norrköpings historia med tyngdpunkt på stadens textila arv. Det är kommunalt och invigdes i maj 1981. Det ligger vid Holmbrogränd i Norrköping, i äldre, renoverade industribyggnader i ett område som idag kallas Industrilandskapet, ett gammalt fabriksområde centralt belägget i stan, vid Motala ström.  
Norrköpings stadsmuseums permanenta utställningar visar Norrköpings historia från forntiden fram till tidigt 1600-tal. Dessutom finns vävsal med vävmaskiner och en mindre utställning om textila material. Utställningen Hantverksgatan visar hur en gata i Norrköping såg ut för hundra år sedan. I Rum för fotografi visas både aktuella och historiska fotoutställningar. Tillfälliga utställningar på olika teman visas i museets entréhall, kallad Färgeriet.